# Martí de Riquer
Martí de Riquer i Morera (ur. 3 maja 1914, zm. 17 września 2013) – hiszpański mediewista, doktor filologii.